# Mule Variations
Albums de Tom Waits
The Black Rider
(1993) Blood Money
(2002)
Mule Variations est un album de Tom Waits sorti en 1999 sur le label ANTI- chez Epitaph Records.

## Historique
L'album fut accompagné d'une tournée à travers les États-Unis, l'Europe, et en Amérique du Nord pendant les mois d'été, de mars à l'automne 1999. Le groupe Primus et Christopher Marvin, fils de l'acteur Lee Marvin, firent partie des musiciens de studio. Pendant les sept ans entre le dernier album et Mule Variations, Waits donne naissance à son troisième enfant, Sullivan, tandis que les rumeurs les plus folles circulent à son propos : on le croit mort, et après trois ans, il revient dans l'actualité en étant mis à l’honneur dans L'Armée des douze singes, Dernières heures à Denver et The End of Violence ou encore Mystery Men

## Titres
Toutes les chansons sont écrites par Tom Waits et Kathleen Brennan, sauf mention autre.
1. Big In Japan[4] - 4:05
2. Lowside of the Road - 2:59
3. Hold On - 5:33
4. Get Behind the Mule - 6:52
5. House Where Nobody Lives (Tom Waits) - 4:14
6. Cold Water[5] - 5:23
7. Pony[6] (Tom Waits) - 4:32
8. What's He Building?[7] (Tom Waits) - 3:20
9. Black Market Baby - 5:02
10. Eyeball Kid[8] - 4:25
11. Picture in a Frame - 3:39
12. Chocolate Jesus[9] - 3:55
13. Georgia Lee[10] - 4:24
14. Filipino Box Spring Hog[11] (Tom Waits) - 3:09
15. Take It with Me - 4:24
16. Come on Up to the House - 4:36

## Réception
Classé 30e sur 200 albums par le Billboard 200, l’album fut vainqueur d'un Grammy Award de Meilleur album folk contemporain, et nommé pour Meilleure performance de voix rock pour la chanson Hold On. En 2003, l’album fut classé 416e sur 500 albums par le magazine Rolling Stone. Il s'est écoulé à plus de 500 000 copies dans le monde.

### Classements
| Pays             | Meilleure position |
| ---------------- | ------------------ |
| Suisse           | 7                  |
| Angleterre       | 9                  |
| Amérique du Nord | 30                 |

La chanson Hold On sortit en single promotionnel limité en Australie et Nouvelle-Zélande ainsi qu'au Japon, avec deux titres inédits issus des sessions d'enregistrement de Mule Variations :
- Buzz Fledderjon
- Big Face Money[13]

## Musiciens
- Tom Waits - Chant (1-7, 9-16), The Voice (8), Guitare (1, 2, 3, 6, 7, 9, 12), Piano (5, 11, 13, 15, 16), Orgue (3), Pump Organ (7), Percussions (9, 10), Chamberlin (9), Opticon (2), Boner (percussionniste) (14)
- Andrew Borger - batterie (9, 14, 16), percussions (14)
- Kathleen Brennan - Boner (percussionniste) (14)
- Ralph Carney - Trompette (1), Saxophone (1, 16), Saxophone Alto (11), Clarinette Basse (10), Reeds (8, 9)
- Les Claypool - basse (1)
- Greg Cohen - basse (11, 12, 15), Percussions (10)
- Linda Deluca-Ghidossi - Violon (13)
- Dalton Dillingham III - basse (13)
- Joe Gore - Guitare (3, 16)
- Chris Grady - Trompette(2, 14)
- John Hammond - Harmonica (7)
- Stephen Hodges - Percussions (3, 4)
- Smokey Hormel - Guitare (4), Dobro (7), Chumbus & Dousengoni (2)
- Jacquire King - Programmations (2, 14)
- Larry LaLonde - Guitare (1)
- Brian Mantia - Batterie (1)
- Christopher Marvin - Batterie (6)
- Charlie Musselwhite - Harmonica (4, 12, 14, 16)
- Nick Phelps - Saxophone baryton (11, 16)
- DJ M. Mark "The III Media" Reitman - Turntable (8, 9, 10, 14)
- Larry Rhodes - Contrebasse (10)
- Marc Ribot - Guitare (3, 9, 10, 14), Guitare principale (5), Guitare en Solo (6, 9)
- Jeff Sloan - Percussions (8), Boner (percussionniste) (14)
- Larry Taylor - basse (3, 4, 5, 6, 14, 16), Guitare (14), Guitare rythmique (5)
- « Wings Over » Jordan Gospel, Bali Eternal - Samples (10)